# Torrens
Il Torrens è un fiume dell'Australia Meridionale, tributario dell'Oceano Indiano.
Ha origine nei pressi della catena dei Monti Lofty, vicino a Mount Pleasant, a circa 480 m s.l.m.
Il fiume scorre ai piedi delle Adelaide Hills per poi bagnare la città di Adelaide e sfociare nel Golfo St Vincent, insenatura tributaria della Grande Baia Australiana e, a sua volta, dell'Oceano Indiano.
Il tratto superiore del fiume e le riserve del suo bacino forniscono una parte significativa del rifornimento idrico della città.
La parte più bassa del fiume, in particolare la parte stagnante denominata lago Torrens, è spesso inquinata da fioriture di alghe e mucillagini e presenta significativi livelli di batteri Escherichia coli in primavera ed estate.
Numerosi progetti sono stati presentati per migliorare la qualità delle acque del fiume, tra cui uno istituito nel 2006 dal Ministero per l'Ambiente e la conservazione. In particolare si è cercato, con prodotti a base di argilla modificata, di rimuovere il fosforo solubile allo scopo di ridurre l'eutrofizzazione, ovvero la fioritura di alghe nell'acqua.
Il fiume è molto utilizzato per il canottaggio e diverse manifestazioni agonistiche si svolgono sul lago Torrens nei mesi estivi di ogni anno.
Prende il nome dal colonnello Robert Torrens, presidente dei commissari coloniali, una figura importante nella fondazione della città di Adelaide. Il fiume è conosciuto anche con il suo nome originario Kaurna Karra Wirra-Parri.